# Excelsior Athlétic Club
Pour les articles homonymes, voir Excelsior et Roubaix (homonymie).
Maillots
L'Excelsior Athlétic Club, abrégé en Excelsior AC, est un club de football français fondé en 1922, disparu en 1948, d'abord situé à Tourcoing puis à Roubaix, dans le Nord.
Le club participe aux sept premières éditions du championnat de France professionnel entre 1932 et 1939. Il remporte la Coupe de France en 1933 en battant en finale le RC Roubaix, pour ce qui constitue l'unique derby en finale entre clubs provinciaux dans l'histoire de la coupe.
L'Exelcior participe en 1945 à la création du Club olympique Roubaix-Tourcoing, club qui réunit dans une même structure professionnelle les forces roubaisiennes et tourquennoises. L'Exelcior apporte au nouveau club sa place en Division 1, puis poursuit avec sa structure amateur pendant trois ans avant de disparaitre en 1948 en se faisant définitivement absorbé par le CO Roubaix-Tourcoing, un an après que celui-ci est parvenu à devenir champion de France.
En 1970, en souvenir de l'Excelsior, les dirigeants du CO Roubaix-Tourcoing changeront le nom du club en Excelsior Athlétic Club de Roubaix jusqu'en 1977, date à laquelle le club fusionne et abandonne définitivement le nom Excelsior.

## Historique

### Fondation (1922-1932)
L'association Excelsior Club de Tourcoing est déclaré à la Préfecture le 16 mai 1922. Son siège est situé boulevard Industriel à Tourcoing. La société est affiliée à la Fédération Française de Football Association cette même année, sous le numéro 2549. En mai 1929, le club déplace son siège à Roubaix et change son titre en Excelsior Athlétic Club. Il en profite pour récupérer le stade Amédée-Prouvost, un an après la disparition du Football Club de Roubaix,, son ancien propriétaire.
L’Excelsior gravit les échelons du District Terrien, pour arriver en 1925 en série B (deuxième niveau régional), puis la saison suivante en série A, la première division régionale (rebaptisé division d'honneur en 1930), de la Ligue du Nord. Le club n'y brille pas particulièrement, mais progresse d'année en année, pour terminer la saison 1931/32 à la quatrième place. Le club est largement aidé par le [établissements Charles Tiberghien de Tourcoing et par le peignage Amédée Prouvost.
Avec de tels atouts, les joueurs de talent comme Marcel Langiller ne tardent pas à migrer vers Roubaix et les résultats s'en ressentent. 16e de finaliste de la Coupe de France en 1929, 32e de finaliste la saison suivante, l'Excelsior atteint les quarts en 1931 en écartant notamment le CA Metz, le Stade raphaëlois et Le Havre AC. Roubaix est finalement éliminé par les Parisiens du Club français, futurs vainqueurs de l'épreuve.

### Professionnalisme (1932-1945)
Emmené par son actif directeur sportif Édouard Edrennes, et mis en appétit par ses récents résultats, 1/8e de finaliste de la Coupe de France 1932, le club demande et est autorisé à utiliser des joueurs professionnels dès 1932, comme son grand voisin, le Racing Club de Roubaix. L'Excelsior AC est l'un des 20 clubs à prendre part au premier championnat de France professionnel. Recrutant l'excellent Écossais David Bartlett (32-34), l'Excelsior se maintient en Division Nationale jusqu'à la guerre sous la houlette de MM. Griffiths, Dedieu et Davidovitch, sans jamais jouer les premiers rôles. Son meilleur classement enregistré est une cinquième place en 1933-34.
La Coupe de France permet, en revanche, au club roubaisien d'enrichir son palmarès. En 1933, l'Excelsior retrouve les voisins amateurs du Racing Club en finale de l'épreuve. Emmené par le capitaine Langiller et ses deux Britanniques (Barlett et Payne), l'Excelsior s'impose 3-1. Le retour des joueurs à Roubaix rassemble plusieurs dizaines de milliers de supporters à la gare. De plus, le public du stade Amédée-Prouvost est désigné par l'amicale des Joueurs Professionnels de Football comme le « public le plus sportif de France ».
L'un des plus spectaculaires joueurs ayant évolué sous le maillot de l'Excelsior est l'Autrichien Heinrich Hiltl. Cet attaquant possédant une frappe de balle exceptionnelle qui faisait des ravages en particulier sur coup franc, était pourtant très critiqué à Vienne ; on lui reprochait alors ses velléités à tirer de trop loin. Devenu Henri Hiltl, c'est sous le nom de « Monsieur Hiltl » qu'il entre dans l'histoire du club. Autres étrangers s'illustrant à l'Excelsior : le Belge Gaston Plovie, les Écossais John Donoghue, John Baker Muir et Alexander Mc Lennan, l'Autrichien Josef Hanke, le formidable Hongrois Jenö Kalmar, le Yougoslave Ivan Petrak et le fameux Franco-Argentin Helenio Herrera. Cette liste est loin d'être exhaustive. Celle des joueurs français de grand talent ayant évolué durant les années 1930 à l'Excelsior est tout aussi impressionnante et copieuse. Citons simplement ici à la volée Delmer, Louis Gabrillargues, Émile Scharwath, Noël Liétaer, Jean Sécember, Marcel Desrousseaux, Jean Gautheroux, Joseph Rodriguez, Jacques Dhur et Georges Rose, tous internationaux.
À la fin de la saison 1934/35, des négociations ont lieu entre l'Excelsior AC, le RC Roubaix et l'US Tourcoing en vue de réaliser une entente des équipes professionnelles. Les joueurs pros des trois clubs passeraient à l'EAC qui se nommerait Excelsior de Roubaix-Tourcoing. Adopté par l'UST, le projet est rejeté par le RCR. L'entente pro UST/EAC ne durera le temps d'une unique saison (1935/36), mais l'EAC gardera son nouveau titre d'Excelsior de Roubaix-Tourcoing.
Toujours présent sur la scène du football durant le second conflit mondial, le club participe au championnat de France amateur en 1943/44, dans le groupe A (Flandre). Dès la libération, l'Excelsior retrouve sa section professionnelle, pour une saison 1944/45 décevante, avec une 11e place, sur 12, en zone Nord, du dernier championnat de guerre.

### La fin (1945-1948)
Pour la saison suivante, les sections professionnelles des clubs de Roubaix et Tourcoing sont réunis sous l'égide d'un nouveau club : le Club Olympique de Roubaix-Tourcoing, créé et affilié à la FFF sous le numéro 17078, en 1945. La section amateur de ce club est issue de l'Union Sportive Roubaisienne, dissous à cette occasion.
Trois ans plus tard, en juillet 1948, l'Excelsior, qui est devenu simplement Excelsior de Roubaix, fusionne avec le CO Roubaix-Tourcoing et le RC Roubaix sous le numéro d'affiliation 62 et le titre de Club Olympique Roubaix-Tourcoing.

## Identité et image
Le club a disputé sa première saison professionnelle (1932-1933) avec un maillot blanc, un short noir et des chaussettes noires, avec comme maillot de rechange un maillot vert à parements noir et blanc,. C'est dans sa tenue noire et blanche que le club a remporté la Coupe de France 1933.

## Résultats sportifs

### Palmarès
| Compétitions nationales |
| --- |
| - Championnat de France - Meilleure performance : 5e en 1934 - Coupe de France (1) - Vainqueur : 1933 - Championnat de France amateurs (1935-1971) - Vainqueur de groupe : 1944 |

### Bilan saison par saison
| Saison                   | Championnat                    | Div. | Clas.   | Pts | J | V | N | D | Bp | Bc | Diff | Coupe de France         |
| ------------------------ | ------------------------------ | ---- | ------- | --- | - | - | - | - | -- | -- | ---- | ----------------------- |
| 1922-1923                | ?                              |      |         |     |   |   |   |   |    |    |      | ?                       |
| 1923-1924                | ?                              |      |         |     |   |   |   |   |    |    |      | ?                       |
| 1924-1925                | ?                              | 3    | ?       |     |   |   |   |   |    |    |      | ?                       |
| 1925-1926                | Série B (Nord, groupe Terrien) | 2    | 1 / 10  |     |   |   |   |   |    |    |      | ?                       |
| 1926-1927                | Série A (Nord)                 | 1    |         |     |   |   |   |   |    |    |      | ?                       |
| 1927-1928                | Série A (Nord)                 | 1    |         |     |   |   |   |   |    |    |      | ?                       |
| 1928-1929                | Série A (Nord)                 | 1    |         |     |   |   |   |   |    |    |      | ?                       |
| 1929-1930                | Série A (Nord)                 | 1    |         |     |   |   |   |   |    |    |      | ?                       |
| 1930-1931                | Division d'Honneur (Nord)      | 1    | 4 / ?   |     |   |   |   |   |    |    |      | ?                       |
| 1931-1932                | Division d'Honneur (Nord)      | 1    |         |     |   |   |   |   |    |    |      | ?                       |
| Pyramide professionnelle |                                |      |         |     |   |   |   |   |    |    |      |                         |
| 1932-1933                | Division nationale (gr. A)     | 1    | 6 / 10  |     |   |   |   |   |    |    |      | Victoire                |
| 1933-1934                | Division nationale             | 1    | 5 / 14  |     |   |   |   |   |    |    |      | 8e de finale            |
| 1934-1935                | Division nationale             | 1    | 8 / 16  |     |   |   |   |   |    |    |      | 8e de finale            |
| 1935-1936                | Division nationale             | 1    | 9 / 16  |     |   |   |   |   |    |    |      | Quart de finale         |
| 1936-1937                | Division nationale             | 1    | 8 / 16  |     |   |   |   |   |    |    |      | 8e de finale            |
| 1937-1938                | Division nationale             | 1    | 6 / 16  |     |   |   |   |   |    |    |      | 8e de finale            |
| 1938-1939                | Division nationale             | 1    | 13 / 16 |     |   |   |   |   |    |    |      | 8e de finale            |
| Championnats de guerre   |                                |      |         |     |   |   |   |   |    |    |      |                         |
| 1939-1940                | Ch. de France (Nord)           | –    | 7 / 10  |     |   |   |   |   |    |    |      | 32e de finale           |
| 1940-1941                | Ch. de France (Zone interdite) | –    | 5 / 5   |     |   |   |   |   |    |    |      | Finale (z. interdite)   |
| 1941-1942                | Ch. de France (Zone interdite) | –    | 4 / 12  |     |   |   |   |   |    |    |      | 8e de f. (z. interdite) |
| 1942-1943                | Ch. de France (Nord)           | –    | 12 / 16 |     |   |   |   |   |    |    |      | Demi-f. (z. interdite)  |
| 1943-1944                | Ch. de France amateurs (gr. A) | –    | 1 / 8   |     |   |   |   |   |    |    |      | 32e de finale           |
| 1944-1945                | Ch. de France (Nord)           | –    | 11 / 12 |     |   |   |   |   |    |    |      | 16e de finale           |
| Pyramide amateure        |                                |      |         |     |   |   |   |   |    |    |      |                         |
| 1945-1946                | ?                              |      |         |     |   |   |   |   |    |    |      | ?                       |
| 1946-1947                | ?                              |      |         |     |   |   |   |   |    |    |      | ?                       |
| 1947-1948                | ?                              |      |         |     |   |   |   |   |    |    |      | ?                       |

## Joueurs
| Joueur              | Sélections | Période   | Sél. (total) | Tournoi  |
| ------------------- | ---------- | --------- | ------------ | -------- |
| Marcel Langiller    | 17         | 1930-1934 | 30           | –        |
| Célestin Delmer     | 5          | 1933-1934 | 11           | CdM 1934 |
| Noël Liétaer        | 7          | 1933-1934 | 7            | CdM 1934 |
| Jean Sécember       | 1          | 1935      | 4            | –        |
| Marcel Desrousseaux | 2          | 1935-1937 | 2            | –        |
| Total               | 32         | 1930-1937 | 54           | –        |